# Сиби, Фанта
Фанта Сиби (фр. Fanta Siby; род. 1962, Бандиагара, Мопти)  — малийский врач и государственный деятель. В прошлом — министр здравоохранения и социального развития Мали (2020—2021). Кавалер Национального ордена Мали (2017).

## Биография
Родилась в 1962 году в Бандиагаре в области Мопти в центральной части Мали.
В 1990 году получила докторскую степень summa cum laude (с наибольшим почётом) по медицине в Медицинской школе в Бамако (ныне факультет медицины, фармакологии и стоматологии Университета Бамако).
В 1996 году поступила на государственную службу и начала работать врачом в Куликоро. В 2000 году перешла работать в Генеральный директорат по здравоохранению. В 2005 году назначена региональным директором здравоохранения округа Бамако, в 2015 году — главой расширенной программы вакцинации в Национальном центре иммунизации. С 2016 по 2017 год — координатор отраслевого подразделения по борьбе с ВИЧ/СПИД. В 2017 году перешла на работу в Детский фонд ООН (ЮНИСЕФ).
6 октября 2020 года получила портфель министра здравоохранения и социального развития Мали в переходном правительстве Моктара Уана, сформированного после военного переворота в Мали 18 августа 2020 года. Исполняла обязанности до военного переворота в Мали 24 мая 2021 года.
Говорит на фула, догонском, бамана и французском языках.